# Məliklər
Məliklər è un comune dell'Azerbaigian situato nel distretto di Şabran.